# 阿霍尔岑
阿霍尔岑是德国下萨克森州的一个市镇。总面积5.36平方公里，总人口391人，其中男性189人，女性202人（2011年12月31日），人口密度73人/平方公里。